# Партизан (хоккейный клуб)
Хоккейный клуб «Парти́зан»  (серб. Хокејашки клуб Партизан) — сербский хоккейный клуб, выступающий в Сербской хоккейной лиге. Проводит домашние матчи в ледовом дворце «Пионир». Самый титулованный клуб Сербии.

## История
Команда «Партизан» была основана в 1948 году и в том же году победила в чемпионате страны.
После этого команда побеждала 5 раз подряд в период с 1951 года по 1955 год и практически составлял костяк национальной сборной.
Затем у команды начался спад. Лишь в 1966 году команде удалось победить в новом турнире Кубок Югославии.
Команда неоднократно выбывала в низшую лигу, но в 1979 году вернулась в высшую лигу и больше её не покидала. 
В 1986 году команда завоевала 7-й чемпионский титул. Последний чемпионат Югославии завершился в 1991 году.

## Титулы
- Первая лига Югославии
  - Чемпион (7): 1948, 1951, 1952, 1953, 1954, 1955, 1986.
- Хоккейная лига Сербии
  - Чемпион (13): 1994, 1995, 2006, 2007, 2008, 2009, 2010, 2011, 2012, 2013, 2014, 2015, 2016
- Кубок Югославии
  - Победитель (2): 1966, 1986.
- Кубок Сербии
  - Победитель (1): 1995.
- Балканская лига
  - Победитель (1): 1994.
- Слохоккей-лиги
  - Чемпион Слохоккей-лиги (2): 2011,[3] 2012.
  - Финалист Слохоккей-лиги (1): 2010.